# Dentispicotermes
Dentispicotermes es un género de termitas isópteras perteneciente a la familia Termitidae que tiene las siguientes especies:
1. Dentispicotermes brevicarinatus
2. Dentispicotermes conjunctus
3. Dentispicotermes cupiporanga
4. Dentispicotermes globicephalus
5. Dentispicotermes pantanalis